# Aja Naomi King
Aja Naomi King (ur. 11 stycznia 1985 w Los Angeles) – amerykańska aktorka.

## Filmografia[1]
- Pannice w opałach (Damsels in Distress, 2011) jako Pozytywna Polly
- Emily Owens, M.D. (2012–2013) jako Cassandra Kopelson
- Four (2012) jako Abigayle
- Onion News Empire (2013) jako Jilian
- 36 Saints (2013) jako Joan
- Black Box (2014) jako Ali Henslee
- Sposób na morderstwo (How to Get Away with Murder, 2014–2019) jako Michaela Pratt
- Scenariusz na miłość (The Rewrite, 2014) jako Rosa Tejeda
- Reversion (2015) jako Sophie Clé
- Narodziny narodu (The Birth of a Nation, 2016) jako Cherry[2]